# Revelación de la Liga Nacional de Básquet
El premio Revelación de la LNB es un galardón anual otorgado en la Liga Nacional de Básquet desde 1989 al mejor debutante de la liga. El ganador es seleccionado al final de la temporada regular a partir de una votación entre la Asociación de Clubes y uno de sus patrocinadores oficiales, el Diario Olé. Inicialmente la Revista Solo Básquet se encargaba de realizar la selección, pero desde 1998 el Diario Olé se encarga de hacerlo.

## Ganadores

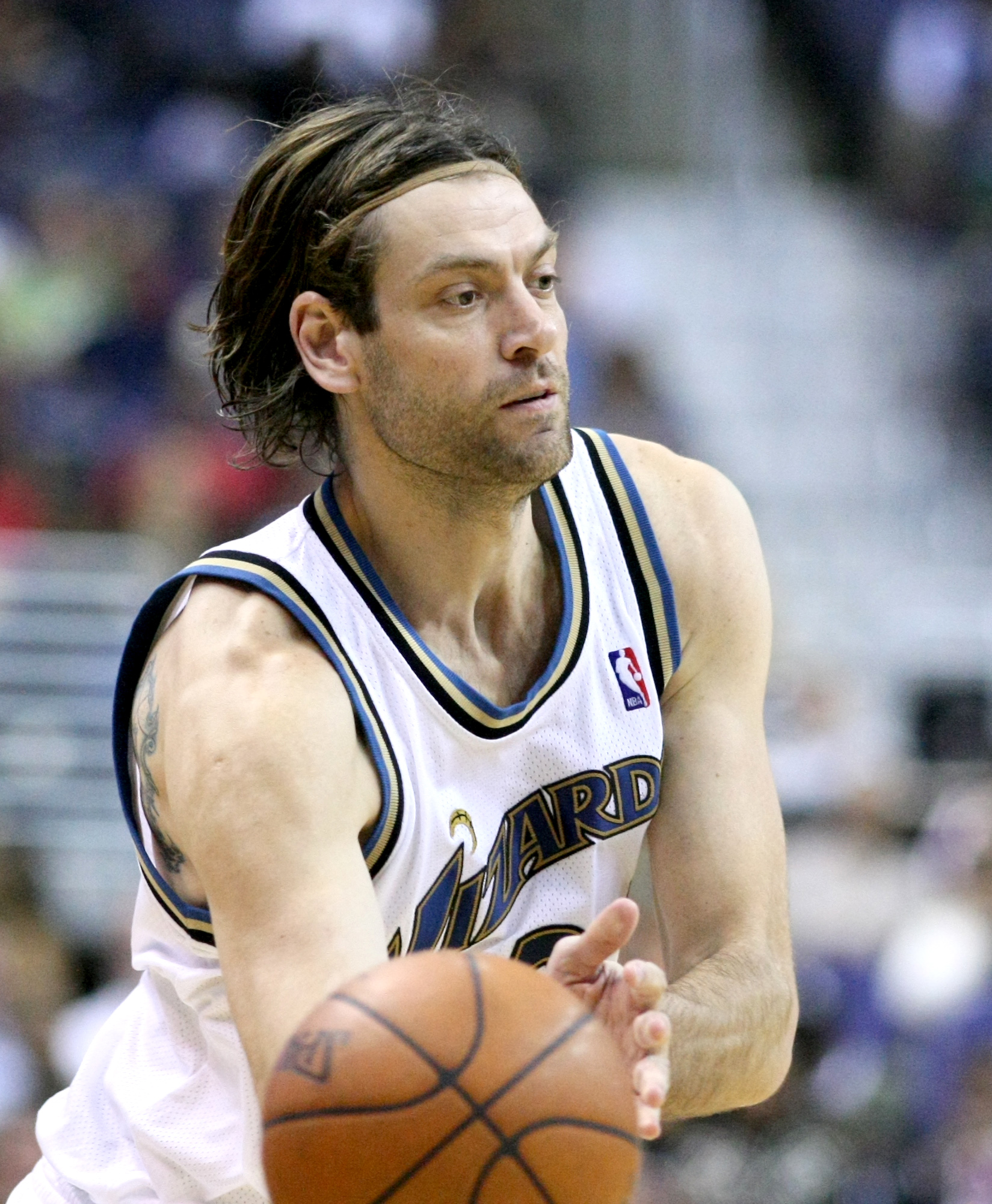
Fabricio Oberto, revelación de la 1994–95.

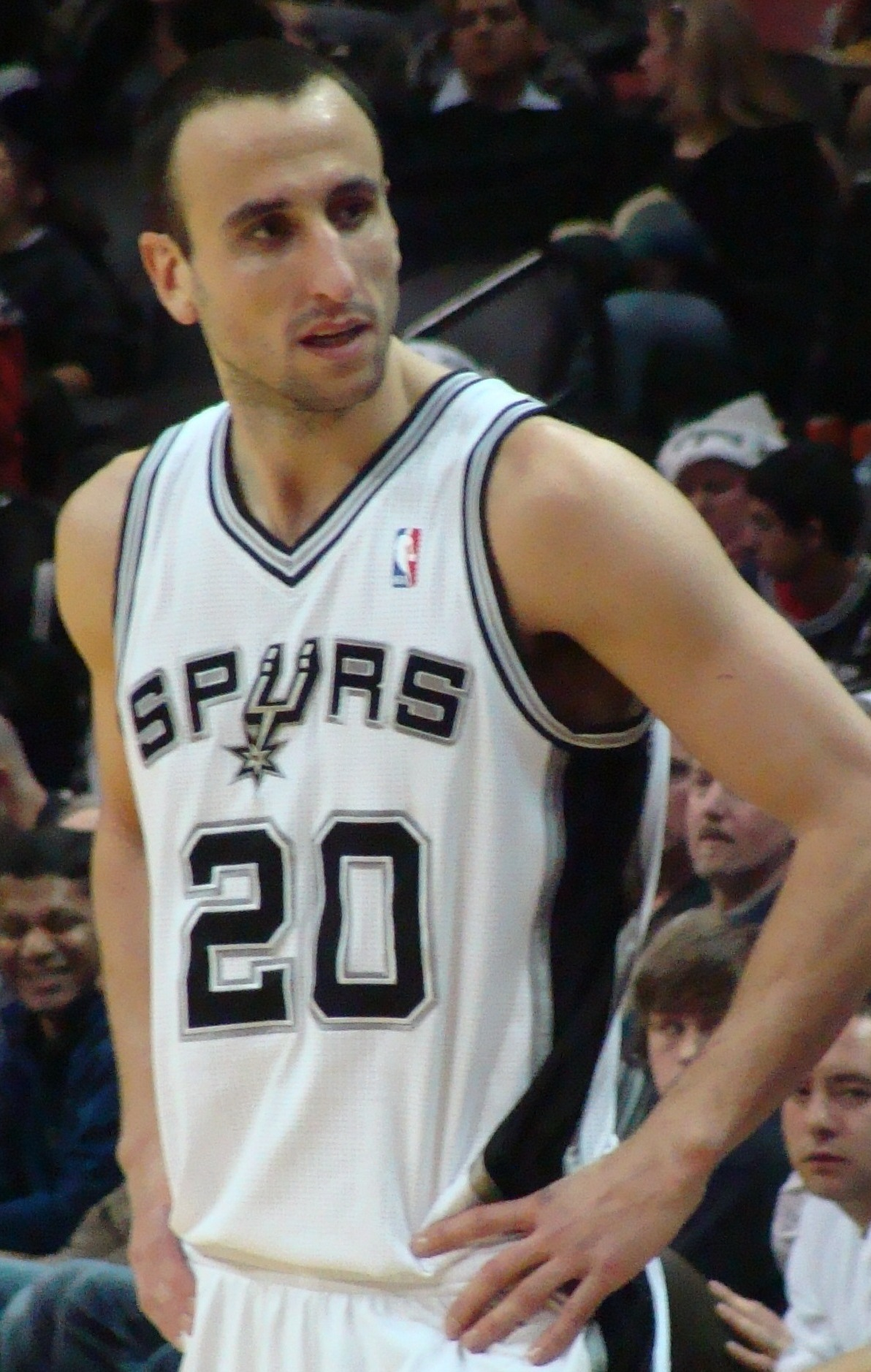
Manu Ginóbili, elegido como Revelación de la temporada 1995–96 que luego jugó en la NBA.

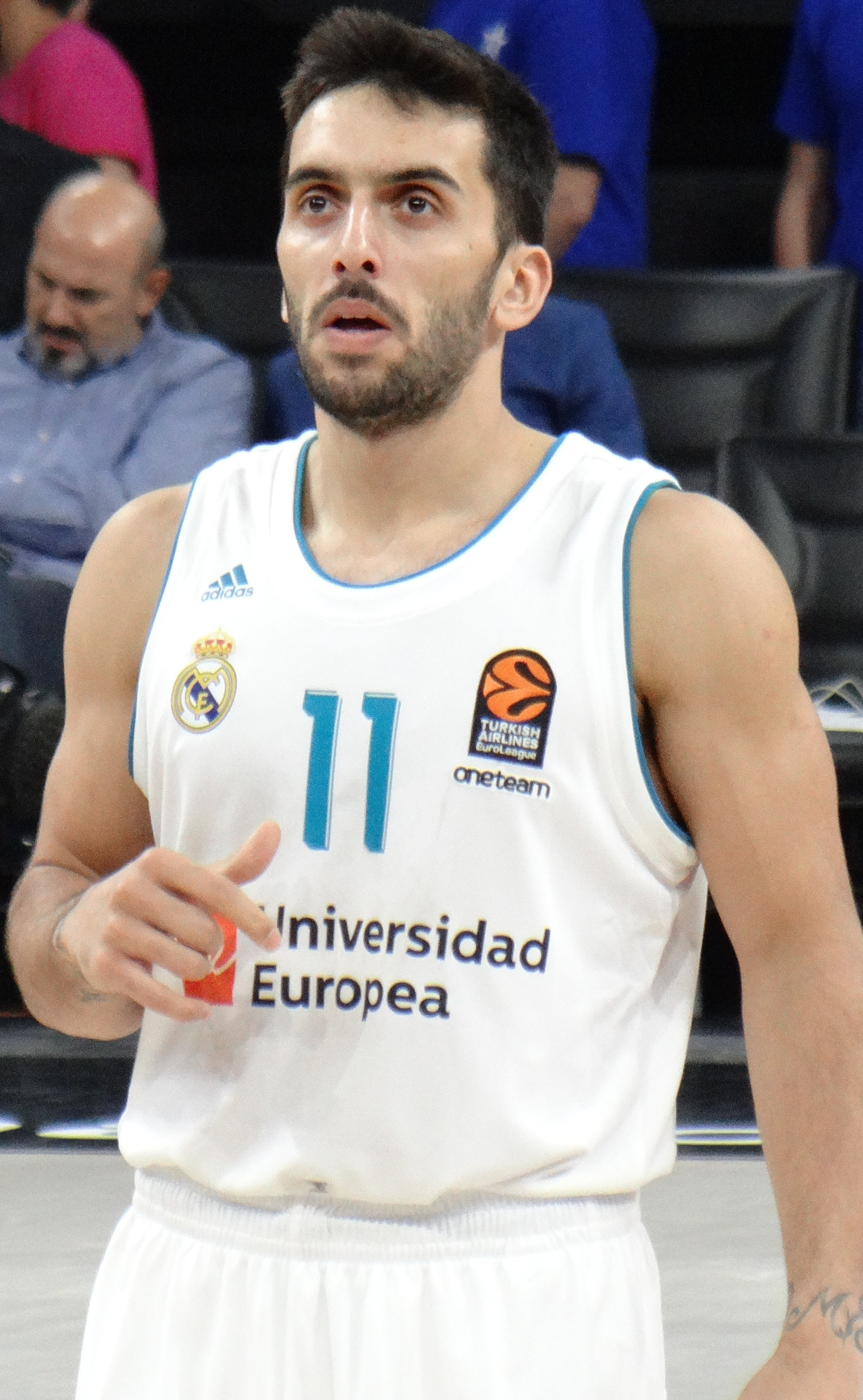
Facundo Campazzo, elegido como Revelación de la temporada 2009–10 que luego jugó en la NBA.

| ^          | Denota jugador en activo en la LNB                                            |
| Equipo (#) | Denota el número de veces que un jugador de este equipo ha obtenido el premio |

| Temporada | Jugador              | Equipo                                             |
| --------- | -------------------- | -------------------------------------------------- |
| 1989      | Juan Espil           | Estudiantes de Bahía Blanca (1)                    |
| 1990      | Alejandro Montecchia | Sport Club Cañadense (1)                           |
| 1990-91   | Horacio Beigier      | Boca Juniors (1)                                   |
| 1991-92   | Mauricio Hedman      | Sport Club Cañadense (2)                           |
| 1992-93   | Daniel Farabello     | Sport Club Cañadense (3)                           |
| 1993-94   | Leopoldo Ruiz Moreno | Deportivo Roca (1)                                 |
| 1994-95   | Fabricio Oberto      | Atenas (1)                                         |
| 1995-96   | Emanuel Ginóbili     | Andino Sport Club                                  |
| 1996-97   | Luciano Masieri      | Obras Sanitarias (1)                               |
| 1997-98   | Pablo Albertinazzi   | Deportivo Roca (2)                                 |
| 1998-99   | Walter Herrmann      | Olimpia de Venado Tuerto                           |
| 1999-00   | Mauricio Pedemonte   | Independiente de General Pico                      |
| 2000-01   | Paolo Quinteros      | Estudiantes de Olavarría                           |
| 2001-02   | Javier Bulfoni       | Gimnasia y Esgrima (La Plata) (1)                  |
| 2002-03   | Juan Pedro Gutiérrez | Obras Sanitarias (2)                               |
| 2003-04   | Juan Pablo Figueroa  | Atenas (2)                                         |
| 2004-05   | Facundo Venturini    | Gimnasia y Esgrima (La Plata) (2)                  |
| 2005-06   | Agustín Carabajal    | Ciclista Juninense                                 |
| 2006-07   | Alejandro Zilli      | Sionista                                           |
| 2007-08   | Federico Ferrini     | El Nacional Monte Hermoso                          |
| 2008-09   | Germán Sciutto       | Gimnasia y Esgrima (Comodoro Rivadavia)            |
| 2009-10   | Facundo Campazzo     | Peñarol de Mar del Plata (1)                       |
| 2010-11   | Miguel Gerlero       | Atenas (3)                                         |
| 2011-12   | Alejandro Konsztadt  | Obras Sanitarias (3)                               |
| 2012-13   | Federico Van Lacke   | Boca Juniors (2)                                   |
| 2013-14   | Matías Bortolín      | Regatas Corrientes                                 |
| 2014-15   | Juan Pablo Vaulet    | Weber Bahía (2)                                    |
| 2015-16   | Pablo Bertone        | Lanús                                              |
| 2016-17   | Mateo Chiarini       | Atenas (4)                                         |
| 2017-18   | Fernando Zurbriggen  | Obras Sanitarias (4)                               |
| 2018-19   | Víctor Fernández     | Quilmes                                            |
| 2019-20   | No elegido           | Torneo suspendido debido a la pandemia de COVID-19 |
| 2020-21   | Franco Pennacchiotti | Peñarol de Mar del Plata (2)                       |
| 2021-22   | Andrés Jaime         | Unión de Santa Fe                                  |
| 2022-23   | Salvador Giletto     | Independiente (Oliva)                              |
| 2023-24   | Lucas Andújar        | Zárate Basket                                      |
| 2024-25   | Jano Martínez        | Ferro                                              |

## Historial

### Por club
| Equipo                      | Victorias | Años                    |
| --------------------------- | --------- | ----------------------- |
| Obras Sanitarias            | 4         | 1997, 2003, 2012, 2018. |
| Sport Club Cañadense        | 3         | 1990, 1992, 1993.       |
| Atenas                      | 3         | 1995, 2004, 2011.       |
| Deportivo Roca              | 2         | 1994, 1998.             |
| Gimnasia y Esgrima La Plata | 2         | 2002, 2005.             |
| Boca Juniors                | 2         | 1991, 2013.             |
| Estudiantes de Bahía Blanca | 2         | 1996, 2015.             |
| Peñarol de Mar del Plata    | 2         | 2010, 2021.             |